# Hit Me Hard and Soft
Albums de Billie Eilish
Happier Than Ever
(2021)
Hit Me Hard and Soft est le troisième album studio de la chanteuse et auteure-compositrice américaine Billie Eilish. L'artiste annonce l'album le 8 avril 2024 sur son compte Instagram après avoir fait diverses allusions au projet. À la suite de l'annonce de l'album, elle dévoile les dates de sa tournée mondiale, qui traverse seize pays.
L'album est dévoilé le 17 mai 2024.

## Enregistrement
En décembre 2022, la chanteuse de 21 ans commence à réfléchir à son troisième album studio avec son frère Finneas. Lors d'une interview avec Zane Lowe pour Apple Music, elle dit qu'elle espère commencer à écrire l'album en 2023. Lors de l'émission The Tonight Show Starring Jimmy Fallon en décembre 2023, Eilish annonce que l'album est « presque terminé ». Trois mois plus tard, elle confirme que l'album est masterisé.
Le titre de l'album nait d'une conversation avec Finneas, alors que Billie Eilish pense à tort que le nom d'un synthétiseur dans Logic Pro est « Hit Me Hard and Soft ». Dans un article paru dans Rolling Stone, elle explique le choix du titre : « Je pensais que c'était une encapsulation parfaite de ce que fait cet album. C'est une demande impossible : On ne peut pas être frappé fort et doucement. [...] Je suis une personne assez extrémiste, et j'aime vraiment quand les choses sont très intenses physiquement, mais j'aime aussi quand les choses sont très tendres et douces. Je veux deux choses à la fois. Alors j'ai pensé que c'était une très bonne façon de me décrire ».

## Parution

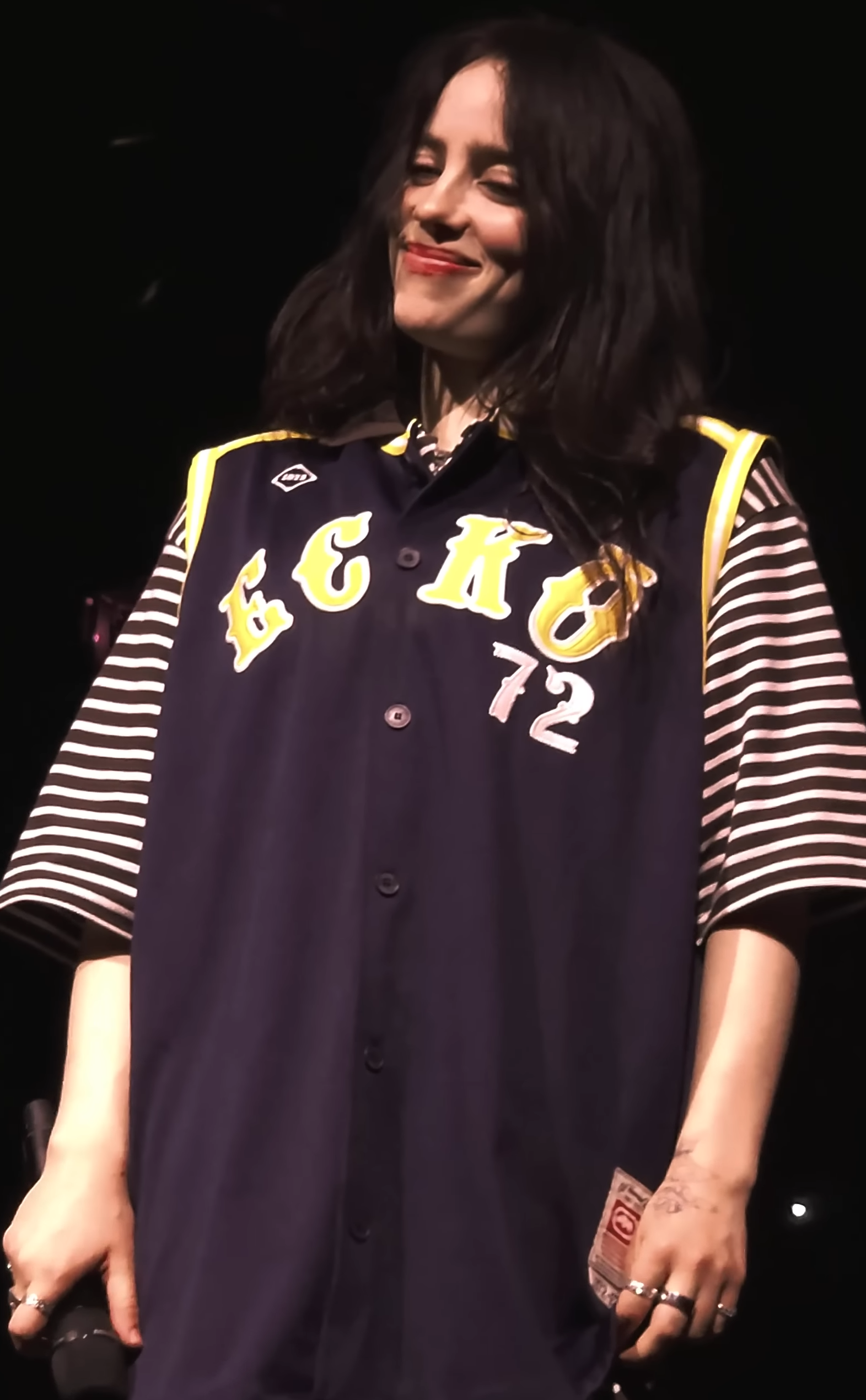
Billie Eilish en décembre 2024.

Aucun single n'a précédé la publication de l'album, Billie Eilish et son frère Finneas demandant « d’écouter l’album dans son intégralité, du premier au dernier titre, car c’est ainsi qu’il a été pensé ». Le jour de la sortie, LUNCH apparaît comme étant  le premier single de l'album.
Sur cet album, un thème musical joué par des cordes qu’on entend à la fin de la première chanson SKINNY, revient  à divers endroits. Billie Eilish et Finneas y sont aussi accompagnés par leur batteur de tournée, Andrew Marshall.

## Liste des pistes
Toutes les chansons sont écrites et composées par Billie Eilish et Finneas O'Connell.
| 1.    | Skinny             | 3:39 |
| 2.    | Lunch              | 2:59 |
| 3.    | Chihiro            | 5:03 |
| 4.    | Birds of a Feather | 3:30 |
| 5.    | Wildflower         | 4:21 |
| 6.    | The Greatest       | 4:53 |
| 7.    | L'Amour de ma vie  | 5:33 |
| 8.    | The Diner          | 3:06 |
| 9.    | Bittersuite        | 4:58 |
| 10.   | Blue               | 5:43 |
| 43:45 |                    |      |

## Classements hebdomadaires
| Classement (2024)                            | Meilleure position |
| -------------------------------------------- | ------------------ |
| Allemagne (Media Control AG)                 | 1                  |
| Australie (ARIA)                             | 1                  |
| Autriche (Ö3 Austria Top 40)                 | 1                  |
| Belgique (Flandre Ultratop)                  | 1                  |
| Belgique (Wallonie Ultratop)                 | 1                  |
| Canada (Canadian Albums Chart)               | 1                  |
| Danemark (Tracklisten)                       | 1                  |
| Écosse (OCC)                                 | 1                  |
| Espagne (Promusicae)                         | 1                  |
| États-Unis (Billboard 200)                   | 2                  |
| États-Unis (Top Alternative Albums)          | 1                  |
| États-Unis (Top Rock and Alternative Albums) | 1                  |
| Finlande (Suomen virallinen lista)           | 1                  |
| France (SNEP)                                | 1                  |
| Irlande (Irish Albums Chart)                 | 1                  |
| Italie (FIMI)                                | 2                  |
| Japon (Oricon)                               | 12                 |
| Norvège (VG-lista)                           | 1                  |
| Nouvelle-Zélande (RIANZ)                     | 1                  |
| Pays-Bas (Mega Album Top 100)                | 1                  |
| Portugal (AFP)                               | 1                  |
| Royaume-Uni (UK Albums Chart)                | 1                  |
| Suède (Sverigetopplistan)                    | 1                  |
| Suisse (Schweizer Hitparade)                 | 1                  |

## Certifications
| Pays                  | Certification | Unités certifiées |
| --------------------- | ------------- | ----------------- |
| Canada (Music Canada) | 2 × Platine   | 160 000           |
| États-Unis (RIAA)     | 2 × Platine   | 2 000 000         |
| France (SNEP)         | 2 × Platine   | 200 000           |